# Aloe dhufarensis
Aloe dhufarensis ist eine Pflanzenart der Gattung der Aloen in der Unterfamilie der Affodillgewächse (Asphodeloideae). Das Artepitheton dhufarensis verweist auf das Vorkommen der Art im Gouvernement Dhufar in Oman.

## Beschreibung

### Vegetative Merkmale
Aloe dhufarensis wächst stammlos und einfach. Die 14 bis 20 deltoid spitz zulaufenden Laubblätter bilden Rosetten. Die bläulich graue Blattspreite ist 45 Zentimeter lang und 14 Zentimeter breit. Zähne am Blattrand sind nicht vorhanden. Lediglich an sehr jungen Pflanzen werden einige weiße Zähne ausgebildet.

### Blütenstände und Blüten
Der Blütenstand besteht aus ein bis zwei Zweigen und erreicht eine Länge von bis zu 90 Zentimeter. Die lockeren, zylindrisch spitz zulaufenden Trauben sind etwa 20 Zentimeter lang. Die deltoiden-spitzen Brakteen weisen eine Länge von bis zu 12 Millimeter auf. Die korallenroten, bereiften Blüten stehen an 12 bis 15 Millimeter langen Blütenstielen. Die Blüten sind 28 bis 30 Millimeter lang und an ihrer Basis verschmälert. Auf Höhe des Fruchtknotens weisen die Blüten einen Durchmesser von 9 Millimeter auf. Darüber sind sie nicht verengt. Ihre äußeren Perigonblätter sind auf einer Länge von 22 Millimetern nicht miteinander verwachsen. Die Staubblätter und der Griffel ragen 8 Millimeter aus der Blüte heraus.

## Systematik und Verbreitung
Aloe dhufarensis ist im Oman an trockenen Wasserläufen und auf Kiesbänken in Höhen von etwa 250 Metern verbreitet.
Die Erstbeschreibung durch John Jacob Lavranos wurde 1967 veröffentlicht.

## Nachweise